# Corydalus australis
Corydalus australis är en insektsart som beskrevs av Contreras-ramos 1998. Corydalus australis ingår i släktet Corydalus och familjen Corydalidae. Inga underarter finns listade i Catalogue of Life.